# Höttingen
Höttingen è un comune tedesco di 1 212 abitanti, situato nel land della Baviera.